# Równanie ciągłości
Równanie ciągłości – matematyczny zapis w postaci równania opisujący zmianę rozkładu wielkości fizycznej w ośrodku ciągłym. Szczególnie prostą formę przyjmuje dla wielkości spełniającej prawo zachowania. Np. wyraża zasadę zachowania ładunku, zasadę zachowania masy, a nawet zasadę zachowania prawdopodobieństwa.
Istotne jest, że równanie ciągłości wyraża lokalną zasadę zachowania, tzn. jeśli w infinitezymalnym obszarze maleje dana substancja (ładunek, masa, prawdopodobieństwo), to substancja ta nie pojawia się w miejscu dowolnie odległym od tego obszaru, ale wypływa (w postaci prądu) przez powierzchnię, otaczającą ten obszar.

## Równanie ciągłości w postaci różniczkowej
Równanie ciągłości w postaci różniczkowej dla wielkości zachowawczej ma postać:
{\displaystyle \nabla \cdot {\boldsymbol {j}}=-{\frac {\partial \rho }{\partial t}},}
czyli
{\displaystyle {\frac {\partial j_{x}}{\partial x}}+{\frac {\partial j_{y}}{\partial y}}+{\frac {\partial j_{z}}{\partial z}}=-{\frac {\partial \rho }{\partial t}},}
tzn. dywergencja gęstości prądu {\displaystyle {\boldsymbol {j}}=(j_{x},j_{y},j_{z})} danej substancji jest równa prędkości zmniejszania się gęstości ładunku {\displaystyle \rho } w tej substancji.
Np.
{\displaystyle {\boldsymbol {j}}} – gęstość prądu elektrycznego,
{\displaystyle \rho } – gęstości ładunku elektrycznego.
Pojęcia gęstość prądu substancji oraz gęstość substancji są definiowane analogicznie do gęstości prądu elektrycznego oraz gęstości ładunku elektrycznego.

## Poglądowe objaśnienie równania ciągłości
Jeżeli w powyższym wzorze zamiast pochodnych wstawi się ilorazy różnicowe
{\displaystyle {\frac {\Delta j_{x}}{\Delta x}}+{\frac {\Delta j_{y}}{\Delta y}}+{\frac {\Delta j_{z}}{\Delta z}}=-{\frac {\Delta \rho }{\Delta t}},}
to można poglądowo wytłumaczyć sens równania ciągłości: Jeśli z danego obszaru więcej prądu wypływa niż do niego wpływa, czyli np.
{\displaystyle \Delta j_{x}=j_{x+\Delta x}-j_{x}>0,}
to różnica między gęstością ładunku w tym obszarze w chwili późniejszej i wcześniejszej jest ujemna
{\displaystyle \Delta \rho =\rho _{t+\Delta t}-\rho _{t}<0,}
co oznacza, że gęstość ładunku maleje w tym obszarze.

## Równania ciągłości relatywistyczne

### Postać relatywistyczna równania ciągłości
Oznaczając współrzędne czterowektora położenia
{\displaystyle x^{0}=ct,\,\,x^{1}=x,\,\,x^{2}=y,\,\,x^{3}=z}
oraz stosując definicję czterowektora gęstości prądu elektrycznego (lub czterowektora gęstości prądu dowolnej innej substancji), tj. przyjmując
{\displaystyle j^{0}=c\rho ,\;j^{1}=j_{x},\;j^{2}=j_{y},\;j^{3}=j_{z}}
z wcześniejszej wersji równania ciągłości otrzyma się
{\displaystyle {\frac {\partial j^{0}}{\partial x^{0}}}+{\frac {\partial j^{1}}{\partial x^{1}}}+{\frac {\partial j^{2}}{\partial x^{2}}}+{\frac {\partial j^{3}}{\partial x^{3}}}=0}
lub, po zastosowaniu konwencji sumacyjnej Einsteina
{\displaystyle {\frac {\partial j^{\mu }}{\partial x^{\mu }}}=0,}
gdzie {\displaystyle \mu =0,1,2,3.}
Zasada lokalnego zachowania substancji wyrażona poprzez równanie ciągłości oznacza więc, że:
Jeżeli dana substancja jest zachowana lokalnie, to
czterodywergencja prądu {\displaystyle {\frac {\partial j^{\mu }}{\partial x^{\mu }}}} tej substancji zeruje się.

### Znaczenie postaci relatywistycznej
Znaczenie zapisania równania ciągłości w postaci relatywistycznie niezmienniczej, tj. za pomocą 4-wektora prądu oraz 4-dywergencji jest następujące:
Jeżeli dana substancja spełnia równanie ciągłości według jakiegoś obserwatora, to będzie spełniać to równanie według dowolnego obserwatora, poruszającego się względem niego.
Tzn. obserwator ten sformułuje równanie ciągłości w analogicznej postaci
{\displaystyle {\frac {\partial j^{'\mu }}{\partial x^{'\mu }}}=0,}
gdzie:
{\displaystyle j^{'\mu }} – 4-prąd, mierzony przez tego obserwatora,
{\displaystyle x^{'\mu }} – 4-wektor położenia w układzie tego obserwatora.

## Przykład: Zasada zachowania masy
W dynamice płynów lokalną zasadę zachowania masy wyraża wzór
{\displaystyle {\frac {\partial \varrho }{\partial t}}+\nabla \cdot (\varrho {\boldsymbol {u}})=0,}
gdzie:
{\displaystyle \varrho } – gęstość płynu,
{\displaystyle {\boldsymbol {u}}} – prędkość płynu,
{\displaystyle t} – czas,
przy czym
{\displaystyle {\boldsymbol {j}}=\varrho {\boldsymbol {u}}}
– gęstość prądu masy.

## Równanie ciągłości w postaci całkowej
Równanie ciągłości może być również zapisane w postaci całkowej
{\displaystyle \int _{V}\!\!\!\nabla \cdot {\boldsymbol {j}}\,\mathrm {d} V=-{\frac {\mathrm {d} }{\mathrm {d} t}}\int _{V}\rho \mathrm {d} V.}